# Ким Гван Хён
Ким Гван Хён (кор. 김광형, р.1 марта 1946) — северокорейский борец вольного стиля, призёр Олимпийских игр.

## Биография
Родился в 1946 году. В 1972 году завоевал бронзовую медаль Олимпийских игр в Мюнхене.